# Grgarske Ravne
Grgarske Ravne is een plaats in Slovenië en maakt deel uit van de gemeente Nova Gorica in de NUTS-3-regio Goriška. De plaats telde 122 inwoners op 1 januari 2020.